# 蘋果糖 (盧昂)

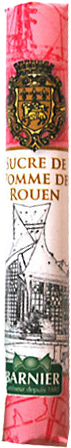

蘋果糖（法語：Sucre de pomme）是發源於法國諾曼底地區盧昂的一種糖果，起源於16世紀。蘋果糖是用1/4濃縮蘋果汁和3/4糖加熱到140°C製成的，然後製成棒狀、片狀或錠劑，上面覆蓋一層糖。